# Phaenocarpa convergens
Phaenocarpa convergens är en stekelart som beskrevs av Fischer 1974. Phaenocarpa convergens ingår i släktet Phaenocarpa och familjen bracksteklar. Inga underarter finns listade i Catalogue of Life.